# Galina Mel'ničenko
Galina Nikolaevna Mel'ničenko (in russo Галина Николаевна Мельниченко?; Ekimovo, 14 agosto 1958) è un'ex cestista sovietica.

## Carriera
Con l'Unione Sovietica ha disputato i Campionati europei del 1981.